# Yeni Vilcatoma
Yeni Vilcatoma de la Cruz (Ayacucho, 29 de mayo de 1978) es una política y abogada peruana. Fue congresista de la república de 2016 a 2019.

## Biografía
Hizo sus estudios escolares en el CEP María Auxiliadora, de su ciudad natal. Tiene estudios universitarios en la Universidad Nacional de San Cristóbal de Huamanga y en la Universidad Peruana Los Andes en Derecho. Bachiller en Derecho en la Universidad Nacional de San Cristóbal de Huamanga y título de abogada en la Universidad Peruana de los Andes. Además, cuenta con una maestría en Derecho Penal de la Universidad Alas peruanas.
Se desempeñó como fiscal adjunta superior provisional transitoria del Distrito Judicial de Lima Sur, desde el 10 de octubre de 2013, y procuradora adjunta anticorrupción en 2014. Fue asesora en el Parlamento en 2015. Entre 2015 y 2016, fue locutora, en Radio Exitosa, brindando el servicio de asesoría.

### Congresista de la república (2016-2019)
En 2016, fue elegida para el Congreso por el término 2016-2021, por el partido Fuerza Popular, al cual renunció en septiembre del mismo año.
En 2017, durante el debate por el proceso de vacancia a Pedro Pablo Kuczynski, presenta una cuestionada opinión sobre la nacionalidad chilena de Gerardo Sepúlveda y sus vínculos con Odebrecht. Durante este debate, se llegó a mencionar a Condorito, intentando con esto desacreditar al expresidente Kuczynski.
En 2018, fue elegida como tercera vicepresidenta del Congreso de la República del Perú. Siendo arduamente criticada por la oposición por supuestamente violar el Reglamento General del Congreso. En torno a su condición de parlamentaria no agrupada y su sorpresiva reincorporación a Fuerza Popular.
Tras la disolución del Congreso, decretada por el entonces presidente, Martín Vizcarra, su cargo congresal llegó a su fin el 30 de septiembre de 2019.